# Fatty som Bydreng
Fatty som Bydreng er en amerikansk stumfilm fra 1917 af Roscoe Arbuckle.

## Medvirkende
- Roscoe 'Fatty' Arbuckle som Fatty / Saccharine
- Buster Keaton som Buster
- Al St. John som Alum
- Alice Lake som Almondine
- Arthur Earle